# فرماندهی آموزش و دکترین نیروی زمینی آمریکا
فرماندهی آموزش و دکترین نیروی زمینی آمریکا (انگلیسی: United States Army Training and Doctrine Command) یک فرماندهی اصلی در نیروی زمینی ایالات متحده آمریکا است که ستاد فرماندهی آن در فورت یوستیس، ویرجینیا قرار دارد. این سازمان وظیفه نظارت بر آموزش نیروهای زمینی و توسعه دکترین عملیاتی را برعهده دارد. این فرماندهی دارای ۳۷ دانشگاه، مدرسه نظامی و مرکز آموزشی در ۲۷ مکان مختلف است.
فرماندهی آموزش و دکترین نیروی زمینی آمریکا در سال ۱۹۷۳ از دارایی‌های فرماندهی نیروهای ارتش ایالات متحده تأسیس شد. فرماندهی آموزش شامل ۵۱۶۰۰۰ صندلی برای ۴۴۳۲۳۱ سرباز، ۳۶۱۴۵ پرسنل خدماتی، ۸۳۱۴ سرباز بین‌المللی و ۲۸۳۱۰ فرد غیرنظامی است. مسئولیت اصلی فرماندهی آموزش و دکترین نیروی زمینی آمریکا طراحی، توسعه و ساخت نیروی زمینی آمریکا می‌باشد.